# Ōza 2010
L'Ōza 2010 è stata la cinquantottesima edizione del torneo goistico giapponese Ōza.

## Svolgimento

### Fase preliminare
La fase preliminare serve a determinare chi accede al torneo per la selezione dello sfidante. Consiste in una serie di tornei preliminari iniziali, i cui vincitori si qualificano al torneo per la determinazione dello sfidante.
- W indica vittoria col bianco
- B indica vittoria col nero
- X indica la sconfitta
- +R indica che la partita si è conclusa per abbandono
- +N indica lo scarto dei punti a fine partita
- +F indica la vittoria per forfeit
- +T indica la vittoria per timeout
- +? indica una vittoria con scarto sconosciuto
- V indica una vittoria in cui non si conosce scarto e colore del giocatore

|  | Primo turno        | Primo turno        | Primo turno |  |  | Secondo turno     | Secondo turno     | Secondo turno     |     |                | Semifinali        | Semifinali        | Semifinali |  |  | Finale | Finale | Finale |
|  |                    |                    |             |  |  |                   |                   |                   |     |                |                   |                   |            |  |  |        |        |        |
|  | Tetsuya Mitani     | Tetsuya Mitani     | B+R         |  |  |                   |                   |                   |     |                |                   |                   |            |  |  |        |        |        |
|  | Yusaku Ogata       | Yusaku Ogata       |             |  |  | Tetsuya Mitani    | Tetsuya Mitani    | B+R               |     |                |                   |                   |            |  |  |        |        |        |
|  | Taiki Seto         | Taiki Seto         |             |  |  | Naoki Hane        | Naoki Hane        |                   |     |                |                   |                   |            |  |  |        |        |        |
|  | Naoki Hane         | Naoki Hane         | W+R         |  |  |                   |                   |                   |     | Tetsuya Mitani | Tetsuya Mitani    |                   |            |  |  |        |        |        |
|  | Takehisa Matsumoto | Takehisa Matsumoto |             |  |  |                   | Kenichi Mochizuki | Kenichi Mochizuki | B+R |                |                   |                   |            |  |  |        |        |        |
|  | Kenichi Mochizuki  | Kenichi Mochizuki  | W+3,5       |  |  | Kenichi Mochizuki | Kenichi Mochizuki | W+1,5             |     |                |                   |                   |            |  |  |        |        |        |
|  | Toshiya Imamura    | Toshiya Imamura    | W+R         |  |  | Toshiya Imamura   | Toshiya Imamura   |                   |     |                |                   |                   |            |  |  |        |        |        |
|  | Rin Kono           | Rin Kono           |             |  |  |                   |                   |                   |     |                | Kenichi Mochizuki | Kenichi Mochizuki |            |  |  |        |        |        |
|  | Satoru Kobayashi   | Satoru Kobayashi   | B+2,5       |  |  |                   | Kimio Yamada      | Kimio Yamada      | B+R |                |                   |                   |            |  |  |        |        |        |
|  | Keigo Yamashita    | Keigo Yamashita    |             |  |  | Satoru Kobayashi  | Satoru Kobayashi  |                   |     |                |                   |                   |            |  |  |        |        |        |
|  | Tetsuya Kiyonari   | Tetsuya Kiyonari   |             |  |  | Kimio Yamada      | Kimio Yamada      | W+0,5             |     |                |                   |                   |            |  |  |        |        |        |
|  | Kimio Yamada       | Kimio Yamada       | B+R         |  |  |                   |                   |                   |     | Kimio Yamada   | Kimio Yamada      | W+R               |            |  |  |        |        |        |
|  | Atsushi Ishida     | Atsushi Ishida     |             |  |  |                   | Yūta Iyama        | Yūta Iyama        |     |                |                   |                   |            |  |  |        |        |        |
|  | Norimoto Yoda      | Norimoto Yoda      | W+3,5       |  |  | Norimoto Yoda     | Norimoto Yoda     |                   |     |                |                   |                   |            |  |  |        |        |        |
|  | Shinji Takao       | Shinji Takao       |             |  |  | Yūta Iyama        | Yūta Iyama        | B+3,5             |     |                |                   |                   |            |  |  |        |        |        |
|  | Yūta Iyama         | Yūta Iyama         | B+R         |  |  |                   |                   |                   |     |                |                   |                   |            |  |  |        |        |        |

### Finale
La finale è una sfida al meglio delle cinque partite.